# Personalwagen

Hamburger Hochbahn: Übersicht der Personalfahrten mit Straßenbahnen und Kraftomnibussen im Jahr 1955

Straßenbahn Hannover: die Fahrpersonal-Frühwagen des Jahres 1954

Ein Personalwagen (PW), manchmal auch Frühwagen beziehungsweise Spätwagen genannt, ist eine bestimmte Sonderfahrt im öffentlichen Personennahverkehr größerer Städte, die während der nächtlichen Betriebsruhe durchgeführt wird. Es handelt sich um spezielle Straßenbahnen, Oberleitungsbusse oder Omnibusse, die Fahrer, Schaffner oder sonstiges Personal frühmorgens vor Dienstbeginn vom Wohnort zum Depot beziehungsweise spätabends oder nachts nach Betriebsschluss von dort nach Hause befördern. Auf diese Weise können auch weiter vom Dienstort entfernt wohnende Mitarbeiter ohne Auto den Weg zur und von der Arbeit zurücklegen. Mit der zunehmenden Massenmotorisierung in der Nachkriegszeit beziehungsweise der Einführung des für alle Fahrgäste angebotenen Nachtverkehrs verloren sie jedoch im Laufe der Jahrzehnte an Bedeutung. Die Stadtverkehrsgesellschaft Frankfurt (Oder) beispielsweise wandelte ihre mit Omnibussen durchgeführten Personalfahrten 1997 in reguläre Nachtverkehrslinien um, auch die Düsseldorfer Nachtexpress-Linien entstanden um die Jahrtausendwende aus Personalfahrten, ebenso wie die Linien 805 bis 817.
Teilweise sind die Personalwagen auch für reguläre Fahrgäste freigegeben. Jedoch besteht im Regelfall weder eine Betriebs- noch eine Beförderungspflicht, weshalb ihre Fahrpläne auch nicht immer öffentlich kommuniziert werden. Ursächlich hierfür ist unter anderem, dass sich diese – je nach Dienstplan der Mitarbeiter – jederzeit ohne Ankündigung ändern können. Auch können Fahrgäste nur befördert werden, soweit Platz vorhanden ist. Typisch für Personalwagen sind dabei vom regulären Linienweg abweichende Fahrstrecken, weil diese bedarfsgerecht zusammengestellt werden. Auch findet im Fahrzeug teilweise kein Fahrscheinverkauf statt – demzufolge ist die Mitfahrt nur für Personen erlaubt, die sich vor Fahrtantritt bereits im Besitz eines gültigen Fahrscheins befinden. Als Personalwagen werden teilweise ältere Fahrzeuge verwendet, die nicht mehr dem regulären Personenverkehr dienen. Bei der Straßenbahn Bremen stellte beispielsweise 1974 jeder der damals fünf Betriebshöfe einen eigenen Personalwagen.

## Eisenbahn
Bei der Eisenbahn existieren analog zu den oben beschriebenen Sonderfahrten im Stadtverkehr sogenannte Dienstpersonenzüge, etwa im Pendelverkehr zwischen einem regulären Personenbahnhof und einem Bahnbetriebswerk oder Ausbesserungswerk. Diese interne Zuggattung, teilweise mit Dstp abgekürzt, ist – im Gegensatz zu den Personalwagen in Stadtverkehren – generell nicht für die Öffentlichkeit freigegeben.
Darüber hinaus bezeichnete die Deutsche Bundesbahn spezielle Personenwagen, die als fahrbarer Aufenthaltsraum – beispielsweise für Bauarbeiter – dienten, ebenfalls als Personalwagen.